# Landskrona Boll- och Idrottssällskap
Il Landskrona Boll- och Idrottssällskap, meglio noto come Landskrona BoIS, è una società calcistica svedese con sede nella città di Landskrona. Milita in Superettan, la seconda divisione del campionato svedese.
Il Landskrona IP, che ospita le partite interne, ha una capacità di 10 000 spettatori.

## Storia
La società venne fondata il 7 febbraio del 1915 a seguito della fusione tra IFK Landskrona e Landskrona BK (quest'ultimo precedentemente noto come Diana BK).
Il 20 luglio 1924 aprì il Landskrona IP, lo stadio in cui il club ancora oggi disputa le proprie gare casalinghe. Ciò permise alla squadra di prendere parte all'Allsvenskan 1924-1925, la prima edizione della storia dell'Allsvenskan. A fine torneo arrivò un sesto posto.
La prima retrocessione giunse al termine dell'Allsvenskan 1932-1933, la quale fu anche la prima edizione che vide i bianconeri privi del loro capocannoniere di sempre Harry Dahl. Nonostante ciò, il ritorno in Allsvenskan avvenne dopo un solo anno. Nel 1937-1938 il Landskrona BoIS ottenne per la prima volta un terzo posto. Tra le prime 18 edizioni dell'Allsvenskan, la squadra partecipò a 17 di esse.
Gli anni '40 si rivelarono meno brillanti degli anni '30, tanto che il club si ritrovò a partecipare con regolarità alla seconda serie nazionale, categoria in cui rimase prevalentemente anche nei decenni immediatamente seguenti. Le uniche eccezioni furono le annate 1944-1945 e 1948-1949 trascorse in Allsvenskan e l'annata 1952-1953 trascorsa in Division 3, che all'epoca rappresentava la terza serie nazionale.
Nonostante quattro play-off tra gli anni '50 e '60, per celebrare il ritorno in Allsvenskan i bianconeri dovettero attendere la fine della stagione 1970. A partire quindi dal 1971, la permanenza nella massima serie durò per dieci anni: in questo periodo, la squadra riuscì a conquistare la Coppa di Svezia 1971-1972 (l'unica in bacheca del club) battendo l'IFK Norrköping per 3-2 dopo i tempi supplementari della gara di ripetizione. Oltre a ciò, arrivò un quarto posto sia nel 1975 che nel 1976, grazie anche alle reti della stella locale Sonny Johansson. Questa parentesi decennale in Allsvenskan durò fino al 1980.
Dopo essere stato vicino a riconquistare il ritorno nella massima serie nel 1983, il club l'anno seguente dovette fare i conti con il terzultimo posto che significò retrocessione in terza serie. La risalita nel secondo livello si verificò tuttavia dopo un solo anno.
Nel 1993, i ragazzi del tecnico Conny Karlsson vinsero l'allora Division 1 Södra riportando la società in Allsvenskan per la prima volta in 14 anni. Il ritorno nella massima serie fu breve, poiché l'Allsvenskan 1994 si concluse con un penultimo posto e la conseguente retrocessione.
La squadra riuscì a conseguire una nuova promozione in Allsvenskan al termine della Superettan 2001. Per tre stagioni consecutive (2002, 2003, 2004) i bianconeri chiusero l'Allsvenskan all'undicesimo posto, salvandosi, ma il piazzamento non venne ripetuto nel 2005 quando si materializzò la discesa in Superettan a seguito del doppio spareggio salvezza contro il GAIS.
Tra il 2006 e il 2014, il Landskrona BoIS giocò nove stagioni di fila in seconda serie, quindi retrocedette ulteriormente. Tornò a disputare brevemente la Superettan nel 2018, poi scese di categoria dopo un anno, riaffacciandosi alla Superettan a partire dal 2021. Durante la Superettan 2024 il club fu molto vicino al ritorno in Allsvenskan visto che condusse a lungo il torneo tanto da avere, a tredici giornate dalla fine, otto punti di vantaggio sul terzo posto e sette sul secondo posto, ma alcuni risultati negativi portarono prima a chiudere al terzo posto e poi a perdere gli spareggi contro l'IFK Värnamo.

## Allenatori
- Billy Burnikell (1947)
- Albin Dahl (1954-1956)
- Finn Willy Sørensen (1977-1978)
- Keith Spurgeon (1979-1980)
- Frank Marshall (1980-1981)
- Claes Cronqvist (1983-1985)
- Conny Karlsson (1991-1993)
- Anders Ljungberg (1995-1996)
- Reine Almqvist (2000)
- Jan Jönsson (2001-2004)
- Anders Linderoth (2008-2009)
- Henrik Larsson (2009-2012)
- Jörgen Pettersson (2013-2014)

## Palmarès

### Competizioni nazionali
- Coppa di Svezia: 1

1971-1972
- Division 1: 2

1993, 2017
- Division 2: 1

1997

### Altri piazzamenti
- Campionato svedese:

Terzo posto: 1937-1938
- Coppa di Svezia:

Finalista: 1949, 1975-1976, 1983-1984, 1992-1993
Semifinalista: 2007
- Superettan:

Terzo posto: 2024
Promozione: 2001
- Division 1:

Secondo posto: 2019
Finalista play-off: 1998